# MovieLens
MovieLens 是一个推荐系统和虚拟社区网站，于1997年建立。其主要功能为应用协同过滤技术和用户对电影的喜好，向用户推荐电影。该网站是GroupLens研究所旗下一个项目，该研究所隶属于美国明尼苏达大学双城分校计算机科学与工程系。

## GroupLens
GroupLens实验室创建于1992年，于1997年创建MovieLens。John Riedl与 Joseph Konstan于1996年5月创建以个性化推荐技术为基础的Net Perceptions公司。其客户包括E! Online，Amazon.com。该实验室现有教授3人，职员2人，研究生20人。主要研究方向包括：
- 推荐系统
- 在线社区
- 移动与普适计算技术
- 数字图书馆
- 区域性地理信息系统

## 电影推荐
MovieLens根据用户对一部份电影的评分，预测该用户对其他电影的评分。当一个新的用户进入MovieLens，他需对15部电影评分，评分范围为1-5分，评分间隔为0.5分。当用户查看意图电影是，MovieLens的推荐系统将根据用户以往的评分预测其对该电影的评分。

## 标签系统
标签是MovieLens的一个重要应用，用户可以对电影添加标签，并根据其他用户的标签了解电影信息，搜索电影。MovieLens系统基于标签的应用包括标签云，标签搜索，标签调节器等。

## 问答系统
MovieLens系统包括以电影为主题的问答系统。用户可以提问，回答，并对回答打分。

## 反响
截止2011年6月，MovieLens用户已经超过16万人，Malcolm Gladwell在The New Yorker杂志撰写名为"The Science of the Sleeper: How the information Age Could Blow Away the Blockbuster"的文章，介绍MovieLens。